# El idilio (Gérôme)
El idilio, luego La Inocencia y finalmente Dafnis y Cloe es un óleo sobre lienzo del pintor francés Jean-Léon Gérôme. Pintada en 1852, representa una escena con desnudos idealizados clasicistas, que Théophile Gautier asociará con Dafnis y Cloe. Se conserva en el Museo Massey de Tarbes, Francia. La segunda gran composición neogriega de Gérôme, se hace eco, cinco años más tarde, de Jóvenes griegos presenciando una pelea de gallos, de la cual El idilio sería descrito como un refrito.
El cuadro fue presentado en el Salón de 1853, pero no fue bien recibido por el público y tardó diecisiete años en ser vendido a Achille Fould por casi 5.000 francos. Rápidamente lo donó al museo de Tarbes. El cuadro también fue presentado en la Exposición Universal de 1900.
La obra reúne los temas más queridos por el artista a lo largo de su extensa carrera: desnudos, animales y pintura histórica. Gérôme presenta a dos adolescentes desnudos apoyados en la pila de una fuente, con una cierva de espaldas mirando a la joven. La muchacha está de pie a la derecha y tiene detrás en el suelo la jarra que ha venido a llenar. El joven a la izquierda se sienta en el borde, sosteniendo en el regazo el ramo de flores que quiere ofrecerle. Un nicho encima de la fuente alberga un Cupido alado sentado con las piernas cruzadas. Una importante vegetación adorna los contornos de la fuente: oreja de elefante, vid, hiedra y capuchinas. La fuente y la vegetación fueron retomadas por Gérôme en 1876 para El regreso de la caza. Circasiano en el abrevadero.
El lienzo mide 212 centímetros de alto por 156 centímetros de ancho. La firma del autor se encuentra a la derecha en la pared gris de fondo a la altura del borde de la fuente, en letras rojas sobre dos líneas "J. L. GEROME" y "1852".

Desde finales del siglo XX, el cuadro tiene una gran demanda para exposiciones temporales en todo el mundo: En Estados Unidos entre 1972 y 1973, luego en el Museo de Bellas Artes de Brest, otro viaje a Japón en 1974 y 1975, luego una presentación en Orsay en 2011 antes de su regreso para la inauguración del Museo Massey y en 2015 en Venecia.

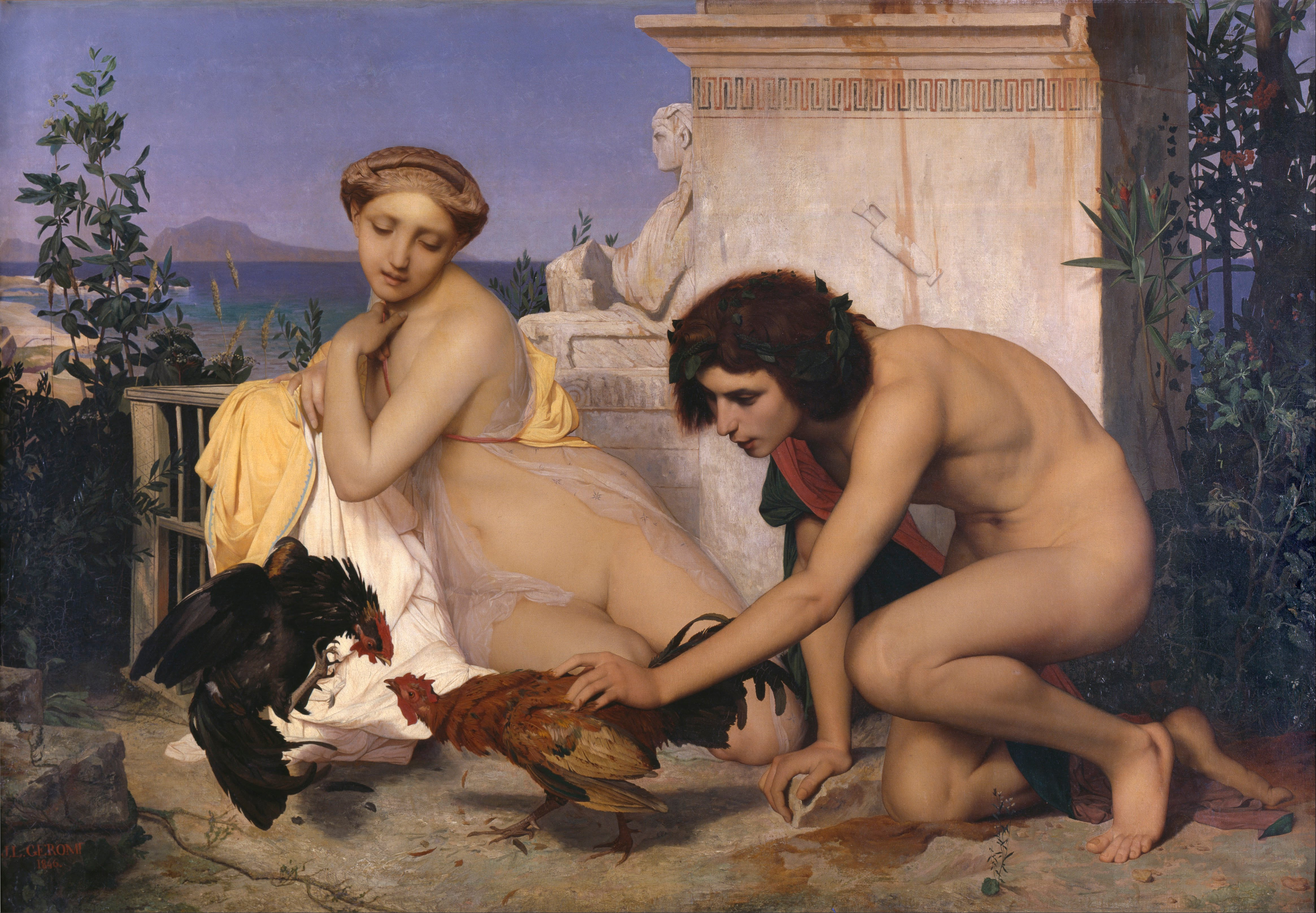
Jóvenes griegos presenciando una pelea de gallos.
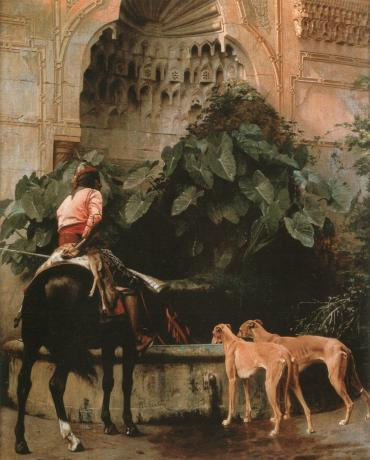
Regreso de la cacería. Circasiano en el abrevadero.
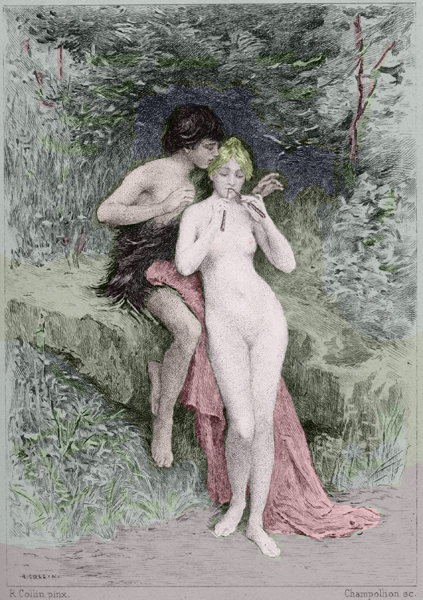
Dafnis y Cloe, portada diseñada por Raphaël Collin.
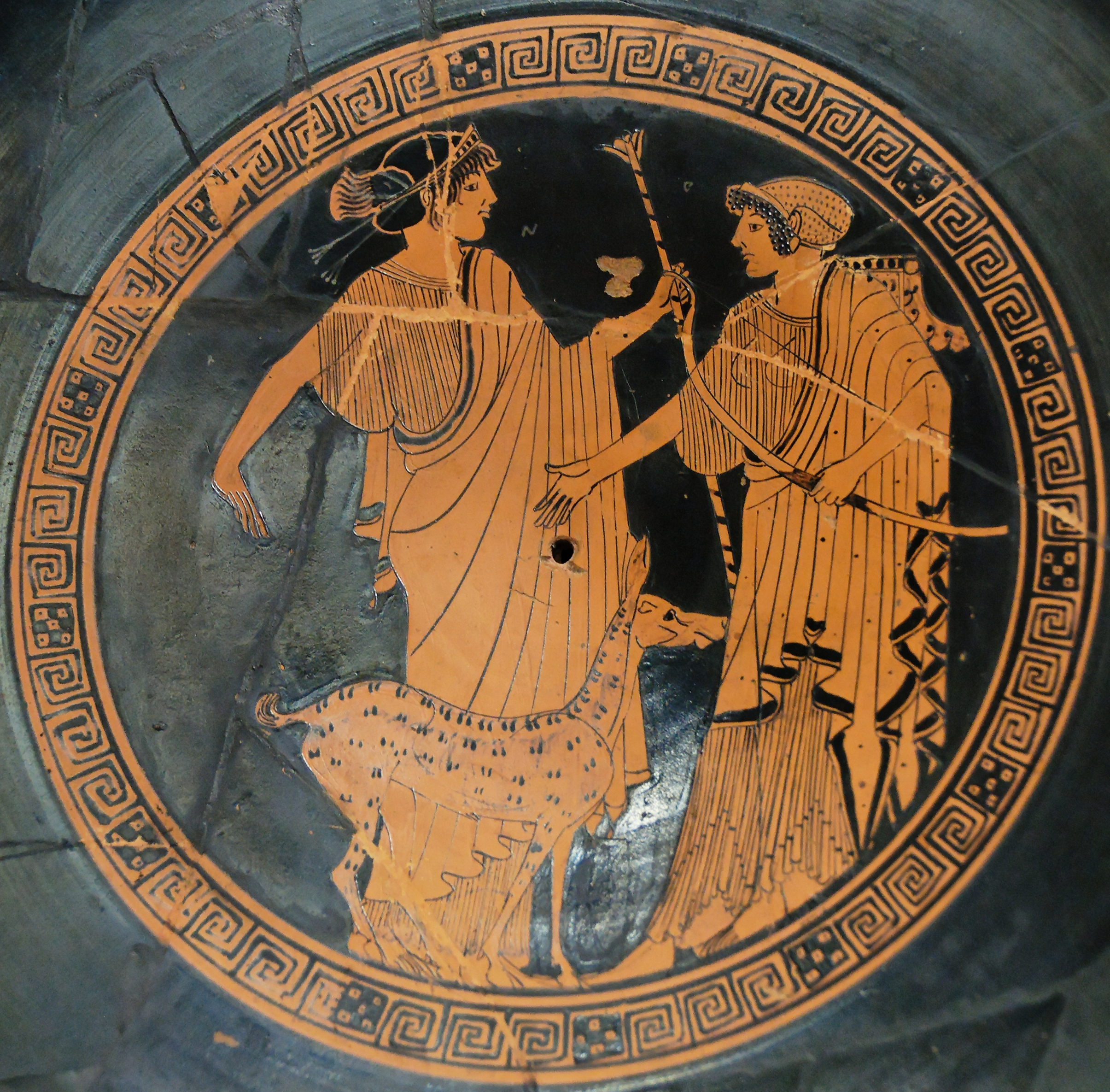
Apolo y Artemisa con una cierva, copa ática de figuras rojas, 470 a. C.
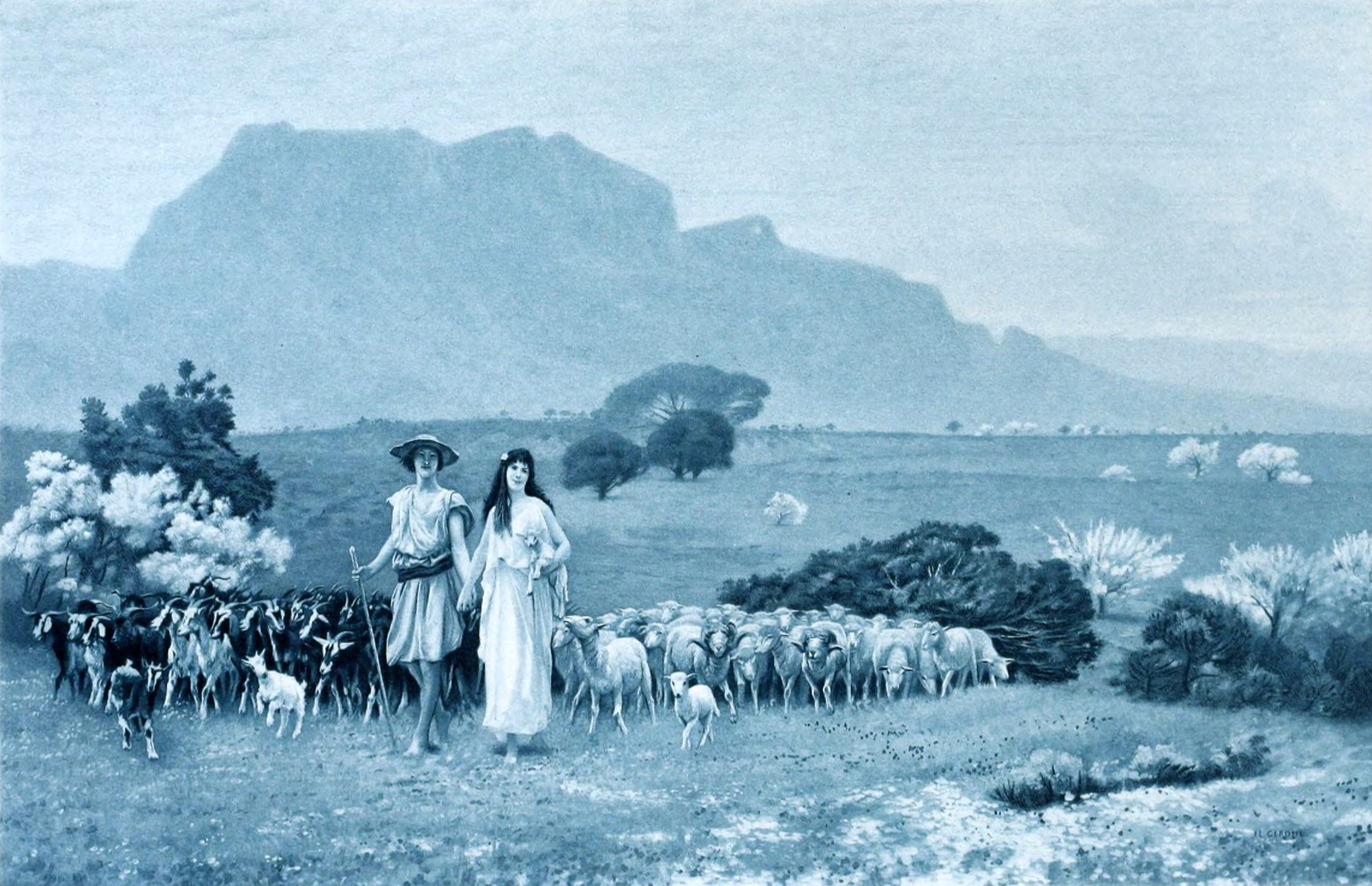
Dafnis y Cloe de Gérôme, 1898.